# Simentou
Simentou (ou encore Samontou), dont le nom signifie Fils de Montou, est le 23e fils de Ramsès II.  
Il est chargé par son père de diriger les domaines royaux ; il y est notamment contremaître des vignes royales de Memphis. 
Peu de temps avant le 5e jubilé de son père (vers -1236), pour lequel il assiste son frère aîné Khâemouaset, Simentou est marié à Iryet, la fille d'un capitaine Syrien, dénommé Benanath.